# Paracantha australis
Paracantha australis är en tvåvingeart som beskrevs av Malloch 1933. Paracantha australis ingår i släktet Paracantha och familjen borrflugor. Inga underarter finns listade i Catalogue of Life.